# Chorthippus yersini
Chorthippus yersini is een rechtvleugelig insect uit de familie veldsprinkhanen (Acrididae). De wetenschappelijke naam van deze soort is voor het eerst geldig gepubliceerd in 1975 door Harz.
1. ↑  (en) Chorthippus yersini op de IUCN Red List of Threatened Species.